# Rudi Assauer
Rudolf "Rudi" Assauer (Sulzbach, 30 april 1944 – Herten, 6 februari 2019) was een Duits voetballer, voetbaltrainer en voetbalmanager. Assauer maakte vooral naam als algemeen directeur van Schalke 04, waar hij 1981 tot 1986 en van 1993 tot 2006 actief was in die functie.

## Spelerscarrière
Assauer startte zijn spelerscarrière bij SpVgg Herten. Na één seizoen in het eerste elftal maakte hij in 1964 de overstap naar Borussia Dortmund. In zijn eerste seizoen won hij met de club de DFB-Pokal, al kwam hij in de finale tegen Alemannia Aachen wel niet in actie. Een jaar later won Assauer met Dortmund de Europacup II, ditmaal was hij in de finale tegen Liverpool FC wél van de partij. In 1970 stapte hij na zes seizoenen bij Dortmund over naar Werder Bremen, waar hij ook zes jaar voetbalde. In 1976 stopte hij met voetballen.

## Trainer en manager
Na zijn spelersafscheid werd Assauer algemeen directeur van Werder Bremen, een functie die hij van 1976 tot 1981 vervulde. In die periode viel hij begin 1980 even in als interim-trainer na het ontslag van Wolfgang Weber. In 1981 werd hij algemeen directeur van Schalke 04, waar hij ook tweemaal kort het roer overnam als trainer. Zijn eerste periode als algemeen directeur van Schalke 04 duurde van 1981 tot 1986. Het is echter vooral tijdens zijn tweede passage bij de club uit Gelsenkirchen (1993-2006) dat hij geschiedenis schreef: onder zijn leiding won Schalke 04 in 1997 de UEFA Cup en verhuisde de club in 2001 van het Parkstadion naar de Veltins-Arena. In mei 2006 stapte Assauer op bij de club na een conflict met het bestuur.

## Privé
Uit zijn eerste huwelijk vloeiden twee dochters voort. Van 2000 tot 2009 had hij een relatie met de 21 jaar jongere Duitse actrice Simone Thomalla. In april 2011 trouwde hij voor de tweede keer, maar nog geen twee jaar later was hij alweer gescheiden.
Op 31 januari 2012 bevestigde Assauer in de media dat hij aan de ziekte van Alzheimer leed. Hij overleed zeven jaar later, op 6 februari 2019, op 74-jarige leeftijd.

## Erelijst
Als speler
 Borussia Dortmund
- DFB-Pokal

1964/65
- Europacup II

1965/66